# 斯堪尼亞K310UD
斯堪尼亞K310UD（英語：Scania K310UD，前稱）是瑞典斯堪尼亞製造的一款超低地台雙層巴士，屬於斯堪尼亞K系列巴士型號之一。此款巴士原名為K95UD，但因其引擎的減排技術有較大改進，達到歐盟四期規格，於是以引擎輸出馬力310匹，改稱為K310UD。

## 設計

### 底盤
斯堪尼亞K310UD是一款採用低地台設計的三軸雙層巴士底盤，引擎縱置於車尾。新底盤與上一代的斯堪尼亞K94UB最大不同之處是驅動軸由尾軸改為中軸。

### 引擎
斯堪尼亞K310UD採用歐盟四型排放標準的斯堪尼亞DC 918 BO2柴油引擎。這台新開發的第五代引擎容積8.9公升，最大輸出馬力310匹。該款引擎採用直列五氣缸設計，有別於上一代9公升級引擎常見的直列六氣缸設計，這是斯堪尼亞為回應近年市場上部分用家，注重省油又不需要引擎輸出馬力太高而開發的新設計。該款五氣缸引擎的體積及重量比過往的六氣缸大幅減少，大大減少佔用引擎室的空間，五個經準確調整行程的活塞點火次序為1-2-4-5-3，壓縮比為17:1，再配上新的燃油噴射系統，使引擎運行時更平穩地輸出動力。斯堪尼亞稱採用以上設計不單提昇引擎輸出馬力，更能節省燃料，在燃油價格高企的情況下更顯優勢，另一方面由於五氣缸的設計使曲軸比六氣缸引擎為短，加上兩端配上特別的平衡器，所以引擎運作時的整體震動大幅減少，從而減低機械的損耗，延長引擎的壽命，而減少震動產生的噪音，能夠令行車更為寧靜。
斯堪尼亞DC 918 BO2引擎設有廢氣再循環裝置（EGR，Exhaust Gas Recirculation），令引擎的廢氣排放達到歐盟四型標準。廢氣再循環的原理，是將從氣缸內排出，但未被完全燃燒燃油的廢氣，會經由排氣支管及進氣支管返回通往氣缸的進氣管，通過氣缸進氣閥門再次進入氣缸內，並與新引入氣缸的空氣再次燃燒，使燃油的燃燒率進一步提高，從而大幅減少所排放廢氣的有害物質，而且無須添加尿素。採用廢氣再循環技術的引擎，除了使用於K310UD外，斯堪尼亞車廠也把該技術進一步發展為達到歐盟五型排放標準的引擎，並在其他車型得到應用。
這台引擎的排氣標準如下：
- 氮氧化物（NOx）3.3g/kWh
- 懸浮粒子（PM）0.02g/kWh
- 碳氫化合物（HC）0.0g/kWh
- 一氧化碳（CO）0.1g/kWh

由於斯堪尼亞DC 918引擎不需依賴尿素或其他添加物以達至歐盟四型廢氣排放標準，因此底盤不需加裝額外的容器，能夠減輕巴士的重量及節省空間，也令車身的設計更具彈性。

### 制動系統
新巴士配用ZF 6HP602C六前速自動波箱，制動系統是Scania最新巴士標準的獨立氣壓迴路前後全碟式，配自動油壓逆轉減速器（Auto retarder）。部份歐美私家車上所應用的電子剎車動力分配系統EBD（Electronic Break-Force Distribution）亦成為新巴士上的裝置，它在巴士剎車時會自動偵測各個車輪與地面的抓地力狀況。將剎車系統所產生的制動力量適當地分配至各個車輪，使剎車得到最佳的效率及明顯縮短剎車距離，特別是即使在彎道之中，剎車時也能保持著車輛平穩。

### 車身
斯堪尼亞生產的三輛K310UD樣版車裝配由葡萄牙Salvador Caetano設計的車身，車身採用加拿大Alcan開發的鋁合金技術，而Salvador Caetano在英國鄰近樸茨茅斯的Waterlooville設有附屬公司S.C. Coachbuilders，因此K310UD的車身交由位於英國的附屬公司製造及裝嵌。車身的頭幅鬼面罩外觀由P/R系列貨車改進出來，完成裝配後的K310UD全車全長11935mm，寬度是2577mm，高度為4404mm。巴士的中門為往外橫推式，車門開啟時無須佔用車廂內部的空間。

## 香港

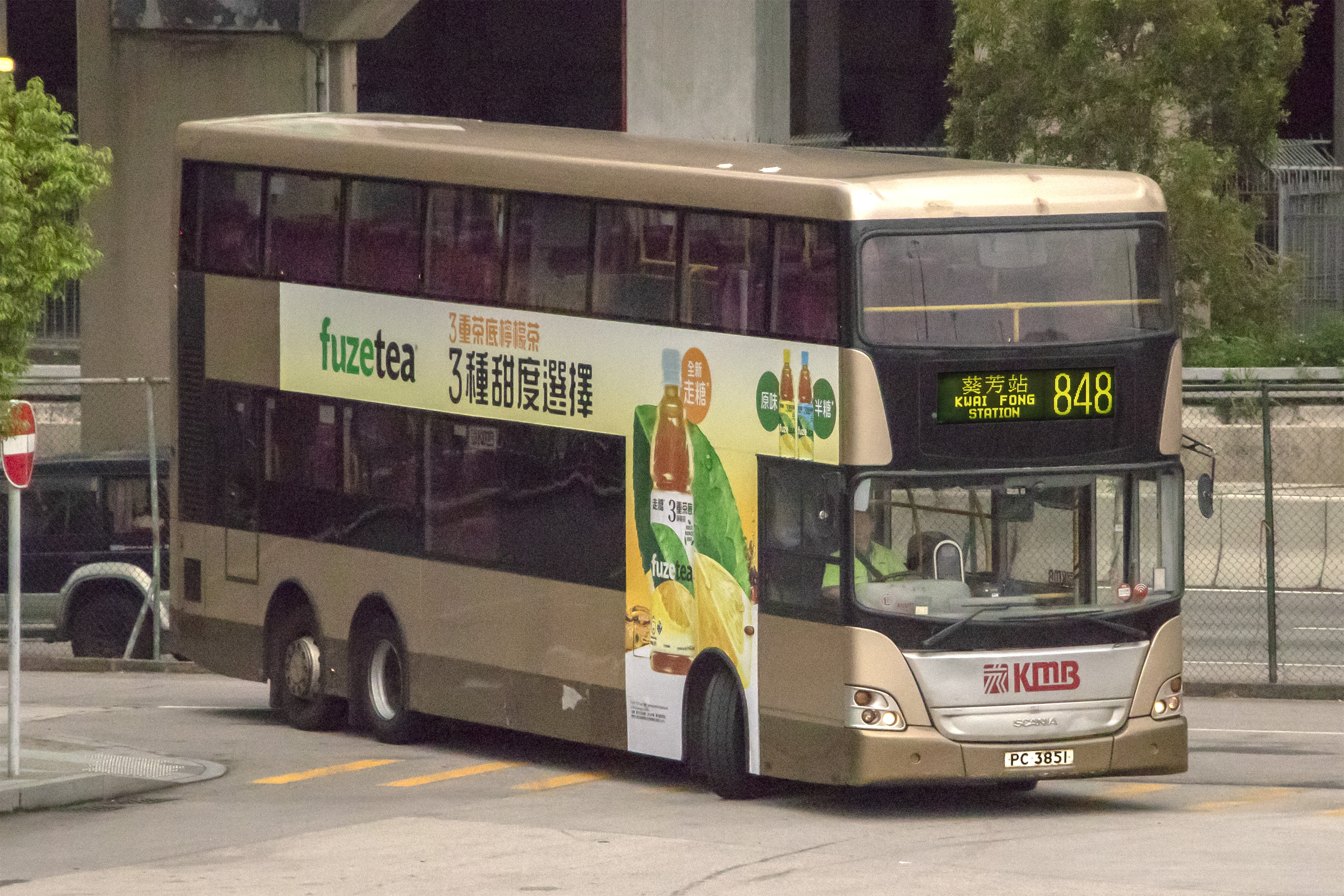
九龍巴士量產型斯堪尼亞K310UD，當中ASU3／PC2625與ASU11／PC3851採用Gorba電牌

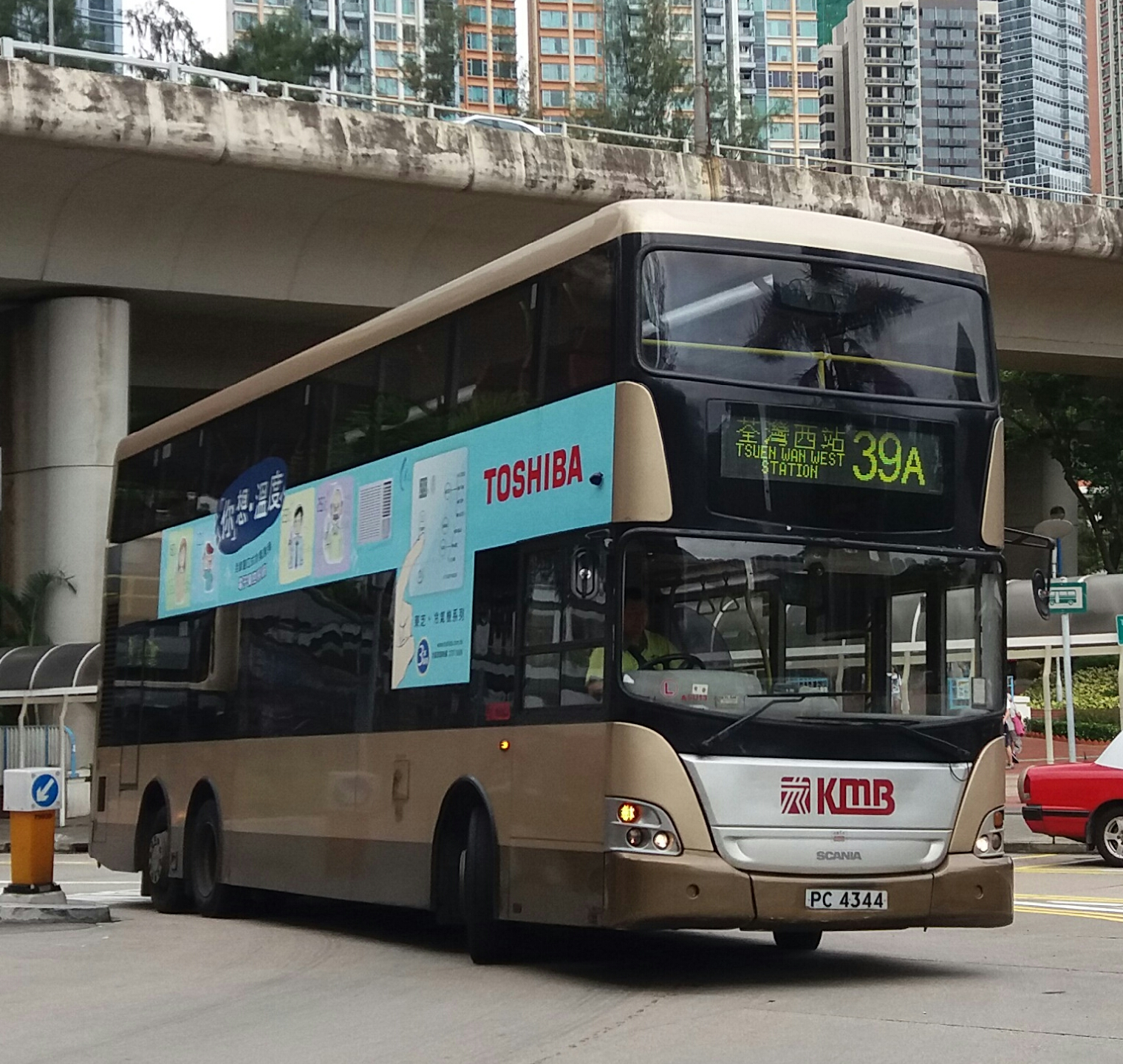
九龍巴士另一輛K310UD正行駛九龍巴士39A線

九龍巴士於1993年及1996年購入的22輛斯堪尼亞N113雙層巴士車齡漸高，加上這批N113的底盤屬於高地台設計不便於乘客上落巴士，而九龍巴士正逐漸以低地台巴士取代這些設計過時的車型，因此斯堪尼亞積極爭取九龍巴士購買新開發的K310UD替換這批設計過時的N113雙層巴士，並計劃與亞歷山大丹尼士Enviro 500及富豪B9TL競逐新車訂單。斯堪尼亞完成K310UD的設計後，隨即向九龍巴士提供兩輛樣辦車作為試驗之用，其中一輛（ASU2）屬於首批共三輛樣辦車之一，而另外一輛（ASU1）則來自第二批共三輛的樣辦車。
斯堪尼亞為確保K310UD的樣辦車符合載客實地測試的要求，因此巴士完成車身裝配後，要先返回瑞典通過測試後才交付九龍巴士。由瑞典斯堪尼亞生產的K310UD底盤會先運到葡萄牙Salvador Caetano車身公司位於英國的車身裝配廠，安裝由Salvador Caetano設計的車身，在英國完成車身裝配的K310UD會被運返瑞典展開測試，經過近半年的嚴謹測試及調整之後，才於2006年10月經海路把其中一輛運到香港。新車抵港後，斯堪尼亞派出工程師到香港，聯同香港代理商褔方集團的工程人員與九龍巴士的工程人員，對K310UD樣辦車進行多番實地測試及檢查，並根據九巴對樣辦巴士的意見在香港進行改良，斯堪尼亞同時亦根據測試的數據及九龍巴士的意見，對另一輛仍未付運的K310UD樣辦車，在斯堪尼亞的瑞典廠房進行同樣的修改，務求讓兩輛樣辦車能儘快以最佳的狀態在香港投入服務。
九龍巴士首輛K310UD（ASU1）於2007年8月23日投入服務，貼上歐四巴士宣傳廣告，初時被編配行走來往白田至堅尼地城的104號線，另一類樣辦車ASU2則於2008年2月14日情人節當天才投入服務，左右兩邊車身貼有「2008」字樣，初時被編配行走來往天瑞至佐敦匯翔道的69X線，後來於2008年7月12日對調兩車行駛的字軌。從底盤編號上可以見到，ASU2的生產日期比ASU1更早。
另外，九龍巴士已於2009年初增訂了20輛同款巴士，全數20輛已於同年7月7日開始陸續抵港。除了最早抵港的2輛（即ASU3及11）沿用樣辦車的Gorba電牌及Lazzerini座椅外，其餘18輛均改用Hanover電牌及Vogelsitze座椅。底盤編號方面，最早抵港的2輛比其他18輛早。
到2010年1月，這批於2009年訂購的巴士經已全數出牌，並且被平均分配到四間九龍巴士車廠，即每個車廠可各獲分配五輛K310UD。該款巴士曾經主要行走6F、81C、296C、104、113、170及690等路線。後來全數調往九巴屯門車廠，直至2012年6月底，九巴荔枝角車廠把部分新出牌的富豪B9TL（AVBWU）與九巴屯門車廠的ASU交換，所有K310UD全數調往荔枝角車廠行走西九龍路線，例如2E、39A及238M。目前所有K310UD均為荔枝角車廠管轄。
量產型ASU於2016年9月全數更換LED光管照明。
ASU8及10於2019年2月原Hanover綠色磁翻電子顯示屏換上同款橙色LED電子顯示屏，ASU4-7、9、11-16、18、20-22於2020年4月原Hanover綠色磁翻電子顯示屏換上同款橙色LED電子顯示屏。
ASU於2019年11月全數加設電子路線圖。
由於九龍巴士的兩輛樣版車（ASU1及ASU2）試用期已於2012年3月屆滿，這兩輛樣辦巴士已分別於3月1日及2日除牌並運返瑞典；九龍巴士其後於2015年引入兩輛同系的斯堪尼亞K280UD。
其中一部配備Gorba電牌的車輛(ASU3)，因機件故障，九巴沒有為其維修，於2023年11月末提早除牌退役。

## 新加坡
斯堪尼亞K230UB單層巴士獲得新捷運累計1100輛訂單後，斯堪尼亞與馬來西亞Gemilang車身廠再度合作，斯堪尼亞為新捷運提供一輛裝配Gemilang車身的K310UD雙層巴士。這輛由Gemilang設計車身的K310UD樣辦車於2010年3月加入新捷運車隊，但新捷運未有加訂該車型。

### 同廠車型
- 斯堪尼亞K94UB
- 斯堪尼亞K230UB
- 斯堪尼亞K280UD

### 主要競爭車型
- 亞歷山大丹尼士Enviro 500
- 富豪B9TL
- Neoplan Centroliner
- 猛獅A95

## 外部連結
- 香港巴士大典上的相关条目：斯堪尼亞K310UD